# 孕ら妻ナース!!
『孕ら妻ナース!!』（はらつまナース）は、日本のアダルトゲームブランド・スワンマニアが2009年6月26日に発売した18禁アドベンチャーゲーム。

## 概要
有限会社アセンドアイの廉価版ブランドの一つ・スワンマニアの第15作。2008年2月に姉妹ブランドであるスワンより発売された『おっぱいナース! 〜白衣の搾乳病棟〜』ではヒロインが主人公の子を妊娠する描写が無かったのに対し、本作は2008年7月以降のスワン系ブランドに顕著な「ボテもえ」路線への傾斜に呼応する形でヒロインの妊娠を主題としている。
また、ストーリーの後半では『孕ら巫女姉妹』の舞台となった神社と同じ背景が使われており、明言はされていないものの同作のヒロインである神楽姉妹らしき巫女姉妹が台詞のみ登場する場面がある。

## 登場人物
久寛（ひさひろ）
主人公。外注でアダルトゲームのシナリオを担当しているが、ヒットには恵まれていない。アパートで隣の部屋に住んでいる白石家の娘・ひかりがマンションの3階から転落した際にかばって負傷し、入院する。その際にアパートで両隣の慶子と鞠香がナースであることを初めて知り、2人をモデルに新作のシナリオを書き始める。

### ヒロイン
白石 慶子（しらいし けいこ）
マンションで久寛の右隣の部屋に住んでいる白石家の夫人。久寛が娘のひかりをかばって負傷して入院したことにより、ナースと患者として接することになる。
滝川 鞠香（たきがわ まりか）
マンションで久寛の左隣の部屋に住んでいる新妻。ナースとしては慶子の後輩であるが、彼女よりもしっかりしている。早く子供を授かりたいと思っているが夫は子供を望んでおらず、関係が上手く行っていない。

### サブキャラクター
白石 ひかり（しらいし ひかり）
慶子の娘。久寛によく懐いており、「ひろ」と呼んで慕っている。その反面、自分の父に対しては外で浮気していることに感づいており、あまり快く思っていない。マンションの3階から転落したところを、久寛に助けられた。

## スタッフ
- シナリオ - 南条巴
- 原画 - 鬼MAYUGE
- 音楽 - Arp